# 北海道道523号美川黒松内線
北海道道523号美川黒松内線（ほっかいどうどう523ごう みかわくろまつないせん）は、北海道島牧郡島牧村と寿都郡黒松内町を結ぶ一般道道（北海道道）である。

## 概要

### 路線データ
- 起点：北海道島牧郡島牧村美川（国道229号交点）
- 終点：北海道寿都郡黒松内町黒松内（北海道道266号大成黒松内停車場線交点）
- 総延長：21.208 km
- 実延長：21.193 km
- 重用延長：0.015 km

## 歴史
- 1966年（昭和41年）3月31日 - 路線認定[1]。

## 路線状況

### 道路施設

#### 主な橋梁
- 下中の川橋（44 m、中の川、黒松内町中ノ川）
- 添別橋（51 m、添別川、黒松内町添別）
- 黒松内橋（46 m、黒松内川、黒松内町旭野-黒松内町黒松内）

## 地理

### 通過する自治体
- 後志総合振興局
  - 島牧郡島牧村
  - 寿都郡黒松内町

### 交差する道路
島牧村
- 国道229号 - 美川（起点）

黒松内町
- 北海道道9号寿都黒松内線 - 字黒松内 ※町道を介して
- 北海道道266号大成黒松内停車場線 - 黒松内（終点）

### 沿線にある施設など
黒松内町
- 黒松内町立黒松内中学校 - 旭野48-1